# Thomas Ruffin (Rechtsanwalt)

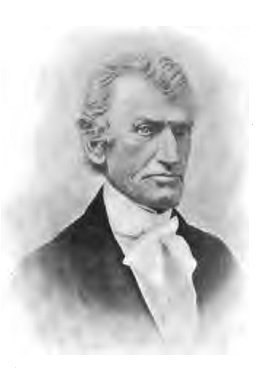
Thomas Ruffin

Thomas Ruffin (* 16. November 1787 im King and Queen County, Virginia; † 15. Januar 1870 in Hillsborough, North Carolina) war ein US-amerikanischer Rechtsanwalt und zweimal, von 1829 bis 1852 sowie noch einmal von 1858 bis 1859, Richter am North Carolina Supreme Court. Ferner bekleidete er zwischen 1833 und 1852 das Amt des Chief Justice an jenem Gericht.

## Leben
Ruffin graduierte an der Princeton University und studierte anschließend Jura in North Carolina unter Archibald Murphey. Nachdem er seine Zulassung als Anwalt erhalten hatte, eröffnete er sogleich eine Praxis in Hillsborough, wo er auch eine Farm hatte. In den folgenden Jahren wurde er drei Mal in das Repräsentantenhaus von North Carolina gewählt. Ferner diente er in jener Zeit von 1816 bis 1818 und noch einmal von 1825 bis 1828 als Richter am Superior Court. 1828 wurde er vom Staat zum neuen Präsidenten der State Bank of North Carolina ernannt. Der Hintergrund seiner Ernennung war, die Bank schuldenfrei zu machen, was er auch in einem Jahr schaffte. Anschließend wurde er durch die Staatslegislative an den State Supreme Court berufen.
„Die Wahl des früheren Superior Court Richters und State Bank Präsidenten Ruffin an den Richterstuhl 1829 sicherte das Überleben von North Carolinas Supreme Court“, gemäß Martin Brinkley (siehe nachfolgenden Link). Laut dem Dekan Roscoe Pound von der Harvard Law School gehört er zu den zehn größten Juristen in der amerikanischen Geschichte, Ruffin wandelte im Alleingang das Zivilrecht von North Carolina in ein Instrument des ökonomischen Geldmarkts. Seine Schreiben zum Thema Enteignung – das Recht des Staates, sich Privateigentum für das Gemeingut zu bemächtigen – ebneten den Weg für den Ausbau der Eisenbahnen in North Carolina und ermöglichten dem „Rip Van Winkle State“ die industrielle Revolution. Ruffins Ansichten wurden als überzeugende Berechtigung von den Berufungsgerichten in den ganzen Vereinigten Staaten zitiert. Der Einfluss seiner Entscheidungen wirkte auf die entstehenden Jurisprudenz der Staaten, die als Südwesten bekannt sind (Alabama, Louisiana, Tennessee, Arkansas und Mississippi), die von einer großen Anzahl von Auswanderern aus North Carolina besiedelt wurden und Ruffin so zu einer Berühmtheit zuhause machten. Allgemeine Ehrfurcht vor dem „Stern Prophet“, wie Ruffin genannt wurde, bewahrte sein Court vor der Zerschlagung durch populistische Politiker.
Gemeinsam mit seinem Richterkollegen William Gaston, der seinen Kollegen 1833 zum Chief Justice wählte (durch einen Münzwurf entsprechend einem populären, aber vermutlich zweifelhaften Bericht), dominierte er ihre weniger talentierten Richterkollegen und verfasste Abhandlungen, die einen Zeitgenossen zu folgender Aussage inspirierten:

“No State of the Union … not even the United States, ever had a superior Bench; few ever had its equal.”

Ruffin fällte das Urteil im Falle North Carolina v. Mann, welches die „absolute“ Macht eines Gebieters über seinen Sklaven bestätigte.
Ruffin kehrte 1852 auf seine Plantage im Alamance County zurück, jedoch holte ihn die Legislature 1858 erneut an den Court zurück. Er verblieb dort noch ein Jahr und ging anschließend im Alter von 78 Jahren in Pension. Neben seiner juristischen und politischen Laufbahn, war Ruffin ein innovativer Farmer. Er war von 1854 bis 1860 der Präsident der State Agricultural Society. Ferner war er 24 Jahre lang der Verwalter der University of North Carolina at Chapel Hill.